# Litkup

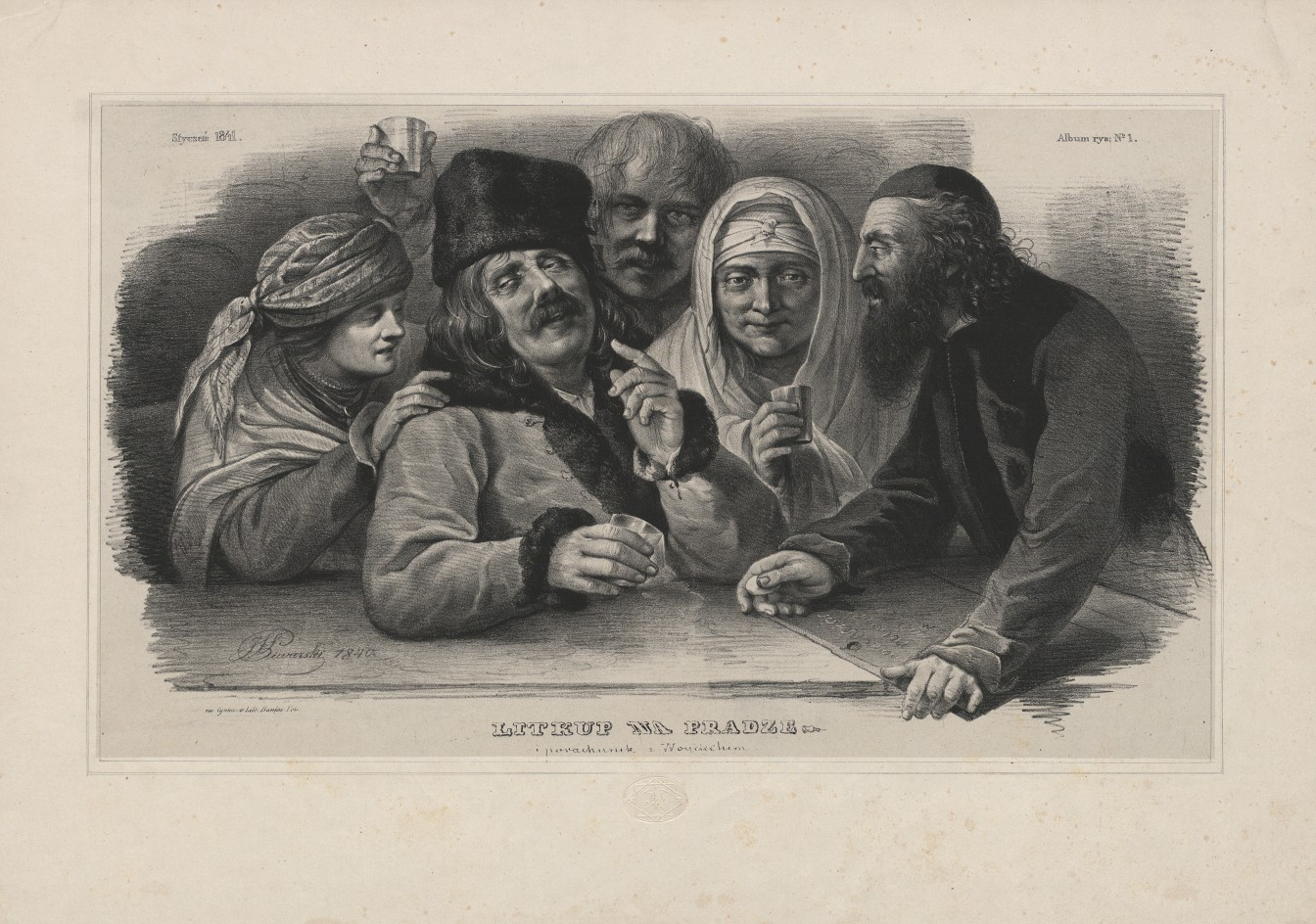
Litkup na Pradze, Jan Feliks Piwarski, 1841

Litkup – w średniowiecznym prawie polskim uczta, poczęstunek potwierdzający, umacniający i gwarantujący nienaruszalność zawartej umowy, odbywany na koszt nabywcy.
Litkup był przejawem formalizmu dawnego prawa związanego z nieumiejętnością wyrażania abstrakcyjnych pojęć prawnych. Dla powstania pełnej odpowiedzialności wynikającej ze zobowiązania nie wystarczało samo oświadczenie woli. Należało je potwierdzić. Jednym z takich potwierdzeń był litkup. Dopiero po jego odbyciu  umowa była uważana za nienaruszalną i rodzącą zobowiązania stron.
Litkup spełniał również funkcję dowodową. Litkupnicy, osoby uczestniczące w litkupie, w razie wątpliwości lub późniejszego sporu mogli świadczyć o tym, że litkup się odbył, a więc umowę zawarto. Litkupnicy  nie musieli być bezpośrednio świadkami umowy, chociaż najczęściej były to te same osoby.
Litkup składał się z trzech stadiów, które odbywały się już w miejscu poczęstunku (z tego powodu często tam również zawierana była sama umowa). Najpierw litkupnicy potwierdzali zawarcie umowy i stwierdzali, że wszystko odbyło się bez przymusu i z zachowaniem prawa. Nazywało się to sądem litkupu. Następnie odbywało się błogosławieństwo litkupu dokonywane przez litkupników lub przez gospodarza miejsca (np. właściciela gospody).
Ze względu na niejasność źródeł spotyka się interpretację, że błogosławieństwo dotyczyło nabywcy. Na koniec przystępowano do poczęstunku. Mógł to być skromny napitek, ale często, w przypadku poważniejszych transakcji, odbywała się uczta.
Zwyczaj potwierdzania umów w podobny polskiemu sposób znany jest właściwie w całym średniowiecznym prawie. Nazwa litkup wywodzi się od niemieckiego litkauf (lit – gorący napój, kauf – kupno). Na ziemiach ruskich znano go pod pochodzącą z arabskiego nazwą  mohorycz  (maharidż – wydatki) lub z tureckiego – barysz (barisz – zgoda). Węgrzy i Chorwaci dokonywali w tym samym celu aldomas (od łac. eleemosyne z gr. ἐλεημοσύνη – jałmużna),  a  Bułgarzy chałwałk (od tur. Alvaluk – słodkie jedzenie) lub krczma albo czerpnja.
Stopniowo litkup tracił swoje podstawowe znaczenie prawne potwierdzenia i umocnienia umowy, a wraz z upowszechnieniem pisma słabło jego ewentualne znaczenie dowodowe. Ostatecznie swój prawny charakter stracił w prawie nowożytnym, gdy zawarcie umowy zaczęto jednoznacznie wiązać z oświadczeniami woli stron lub innymi czynnościami, np. wydaniem rzeczy.
Jako zwyczaj litkup przetrwał do czasów współczesnych przy transakcjach kupna-sprzedaży, zwłaszcza o większych wartościach. W niektórych regionach Polski istnieje przesąd, że poczęstunek alkoholem jest gwarancją pomyślnej transakcji, a nabywca lekceważący ten zwyczaj wyrabia sobie opinię kutwy, sknery.